# Parabenos

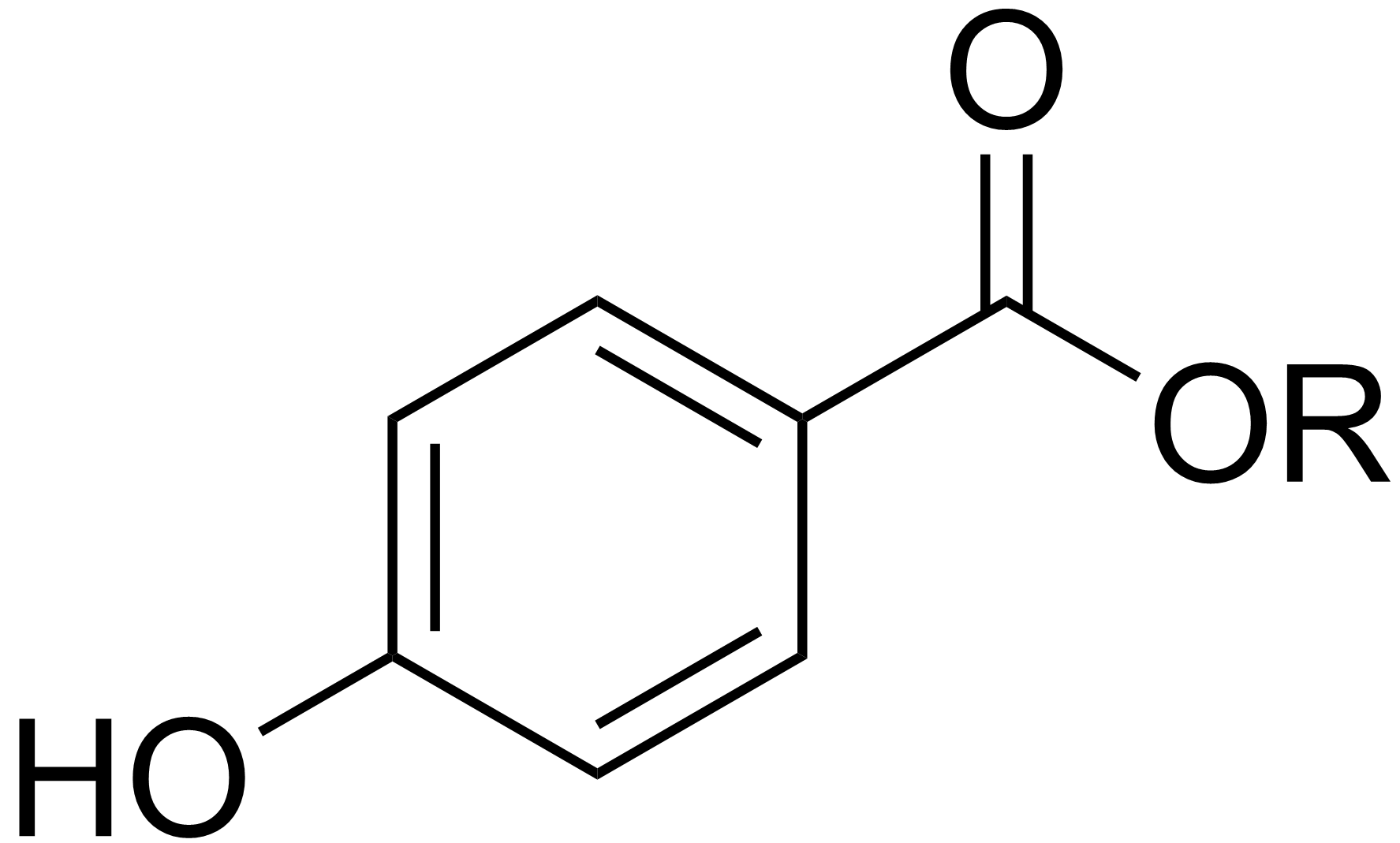

Parabenos são uma classe de produtos químicos muito utilizados em cosméticos. Eles são conservantes eficazes em muitos tipos de fórmulas, por isso são utilizados para eliminar micro-organismos. Eles podem ser encontrados em shampoos, hidratantes, cremes de barbear, lubrificantes etc.  
Quimicamente, os parabenos são os ésteres do ácido 4-hidroxibenzoico com álcoois de cadeia curta.
Nenhuma ligação entre parabenos e câncer foi encontrada.
A sua eficácia como conservantes, em combinação com o seu baixo custo, a longa história da sua utilização, e a ineficácia das alternativas naturais, como o extrato de semente de toranja, explica porque os parabenos são tão comuns. Alguns parabenos são encontrados naturalmente em fontes vegetais. Por exemplo, metilparabeno é encontrado em amoras, onde ele atua como um agente antimicrobiano.

## Galeria
Principais parabenos:

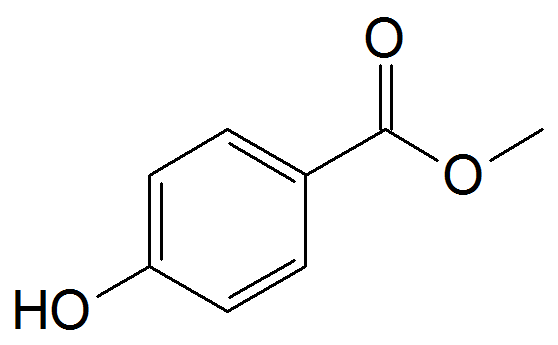
Metilparabeno (CAS No. 99-76-3)
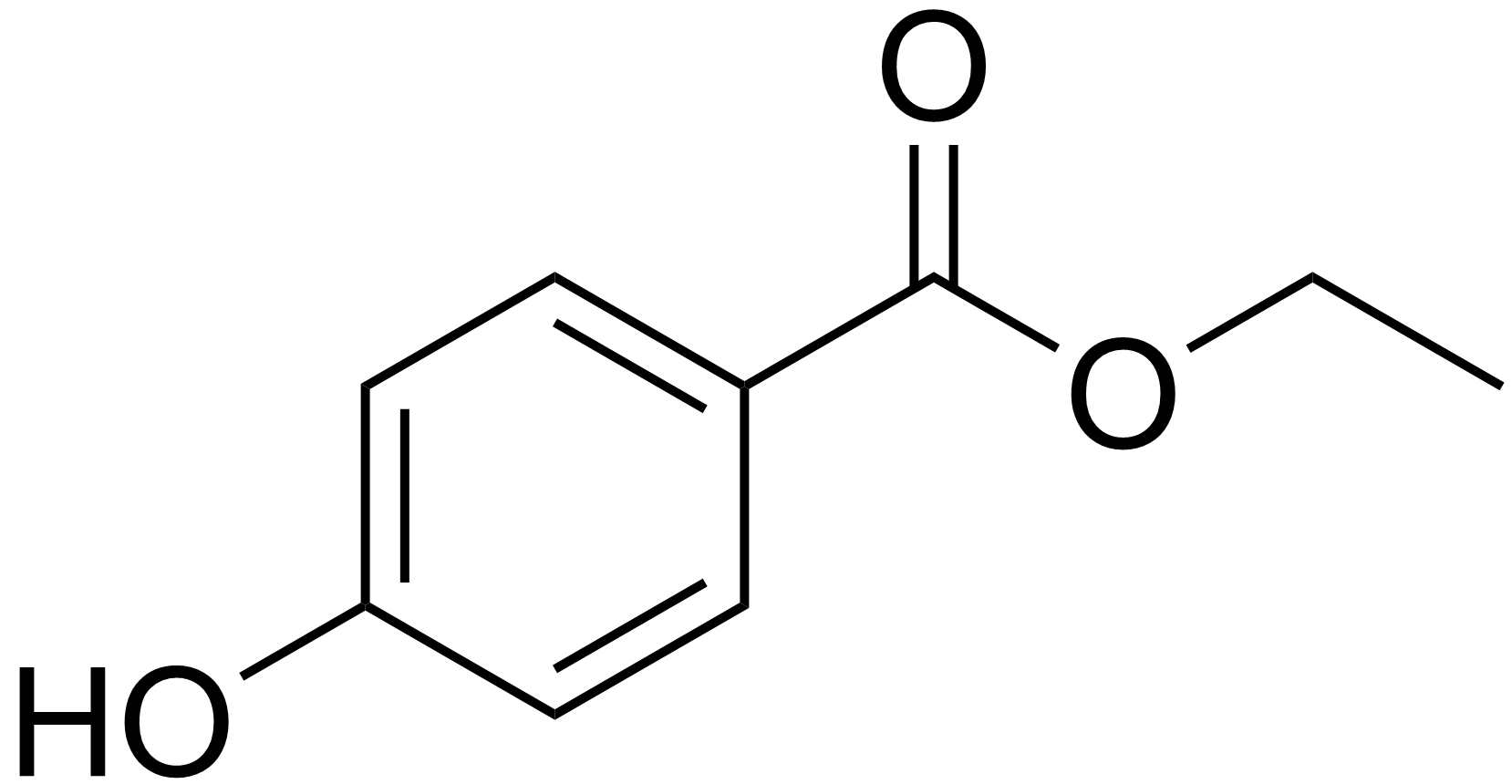
Etilparabeno (CAS No. 120-47-8)
Propilparabeno (CAS No. 94-13-3)
Butilparabeno (CAS No. 94-26-8)